# Lista ducilor de Suabia
Ducatul de Suabia din Germania de sud-vest a constituit unul dintre primele ducate ale Germaniei medievale, ai cărui duci s-au numărat printre cei mai puternici magnați germani

## Ducii deAlamania(506-911)

### Duci dindinastia Merovingiană
- Butilin (539–554), împreună cu:
  - Leuthari I (înainte de 552–554)
  - Haming (539–554)
- Lantachar (până la 548, în dioceza Avenches)
- Magnachar (565, în dioceza Avenches)
- Vaefar (573, în dioceza Avenches)
- Theodefrid
- Leutfred (până la 588)
- Uncilin (588–607)
- Gunzo (613)
- Chrodobert (630)
- Leuthari al II-lea (642)
- Gotfrid (până la 709)
- Willehari (709–712, în Ortenau)
- Lantfrid (709–730)
- Theudebald (709–744)

### DinastiaHunfridingilor
- Burchard I (909–911)

## Ducii de Suabia (911-1268)

### DinastiaAhalolfingerilor
- Erchanger (915–917)

### DinastiaHunfridingilor(restaurată)
- Burchard al II-lea (917–926)

### DinastiaConradinilor
- Herman I (926–949)

### Dinastia Ottoniană
- Liudolf (950–954)

### DinastiaHunfridingilor(restaurată)
- Burchard al III-lea (954–973)

### Dinastia Ottoniană(restaurată)
- Otto I (973–982)

### DinastiaConradinilor(restaurată)
- Conrad I (982–997)
- Herman al II-lea (997–1003)
- Herman al III-lea (1003–1012)

### Dinastia Babenberg
- Ernest I (1012–1015)
- Ernest al II-lea (1015–1030)
- Herman al IV-lea (1030–1038)

### Dinastia Saliană
- Henric I (1038–1045), totodată rege roman de la 1039 și împărat de la 1046

### DinastiaEzzonizilor
- Otto al II-lea (1045–1048)

### Casa deSchweinfurt
- Otto al III-lea (1048–1057)

### Casa deRheinfelden
- Rudolf I (1057–1079)
- Berthold I (1079–1090)

### Familia de Zähringen
- Berthold al II-lea (1092–1098)

### DinastiaHohenstaufen
- Frederic I (1079–1105)
- Frederic al II-lea (1105–1147)
- Frederic al III-lea "Barbarossa" (1147–1152), totodată rege al romanilor de la 1152 și împărat de la 1155
- Frederic al IV-lea (1152–1167)
- Frederic al V-lea (1167–1170)
- Frederic al VI-lea (1170–1191)
- Conrad al II-lea (1191–1196)
- Filip I (1196–1208), totodată rege rege roman de la 1198

### Dinastia Welfilor
- Otto al IV-lea (1208–1212), totodată rege al romanilor de la 1208 și împărat de la 1209

### DinastiaHohenstaufen(restaurată)
- Frederic al VII-lea (1212–1216), totodată rege roman de la 1212 și împărat de la 1220
- Henric al II-lea (1216–1235), totodată rege roman de la 1220
- Conrad al III-lea (1235–1254), totodată rege roman de la 1237
- Conrad al IV-lea (Conradin) (1254–1268), totodată rege al Sicilie și Ierusalimului

### Dinastia Habsburg
- Rudolf al II-lea (1289–1290)
- Ioan (1290–1313)

## Statele succesoare
În secolul al XIII-lea, Ducatul de Suabia s-a dezintegrat în numeroase state mai mici, printre care:
- Episcopatul de Augsburg
- Episcopatul de Chur
- Episcopatul de Konstanz
- Episcopatul de Strasbourg
- Ducatul de Teck (încorporat Württembergului)
- Margrafatul de Burgau (încorporat Austriei)
- Margrafatul de Hochberg
- Landgrafatul de Klettgau
- Langrafatul Alsaciei Inferioare
- Landgrafatul de Sundgau (încorporat Austriei)
- Landgrafatul de Thurgau (încorporat Austriei)
- Comitatul Palatin de Tübingen (încorporat Württembergului)
- Abația de Disentis
- Abația de Murbach
- Abația de St. Blasien
- Abația de St. Gallen
- Comitatul de Bregenz (încorporat Austriei)
- Comitatul de Freiburg (încorporat Austriei)
- Comitatul de Fürstenberg
- Comitatul de Giengen
- Comitatul de Heiligenberg
- Comitatul de Hohenberg (încorporat Austriei)
- Comitatul de Kirchberg
- Comitatul de Marstetten
- Comitatul de Nellenburg
- Comitatul de Oettingen
- Comitatul de Pfirt (încorporat Austriei)
- Comitatul de Sulz (încorporat Württembergului)
- Comitatul de Werdenberg
- Comitatul de Württemberg
- Comitatul de Zollern

Pe parcursul secolului al XIV-lea, unele dintre statele de mai sus au fost achiziționate fie de către Arhiducatul Austriei, fie de către Comitatul de Württemberg.